# بایونتا ۳
بایونتا ۳ (ژاپنی: ベヨネッタ3 هپبورن: Beyonetta Surī) یک بازی ویدئویی به سبک اکشن-ماجراجویی است که توسط پلاتینیوم گیمز توسعه یافته و به‌وسیلهٔ نینتندو به‌طور انحصاری برای کنسول نینتندو سوئیچ منتشر شده‌است. این بازی به کارگردانی یوسکه میاتا و تهیه‌کنندگی یوجی ناکائو، همراه با خالق سری بایونتا، هیدکی کامیا به عنوان مدیر ناظر ساخته شده‌است. بایونتا ۳ در دسامبر ۲۰۱۷ رونمایی شد و در نهایت در ۲۸ اکتبر ۲۰۲۲ عرضه گردید. داستان بازی دربارهٔ جادوگر و شکارچی فرشته بایونتا است که باید با جنگ‌افزار بیولوژیکی ساخته دست بشر به نام «هومونکولی» و موجودی تحت عنوان سینگولاریتی که تهدیدی برای نابودی چندجهانی است، روبرو شود. او توسط چندین شخصیت، از جمله مجموعه‌ای از نسخه‌های جایگزین خودش در دیگر جهان‌ها، و جادوگری در حال آموزش به نام وایولا حمایت می‌شود.
صداپیشه اصلی بایونتا، هلنا تیلور، پس از اختلاف دستمزد توسط جنیفر هیل جایگزین شد. بازی با واکنش‌های مطلوبی از سوی منتقدان همراه بود، به‌ویژه روند بازی آن مورد تحسین قرار گرفت، اما منتقدان نسبت به داستان، کنترل‌های دوربین، و مشکلات اجرایی انتقاداتی داشتند.